# Łyżwiarstwo szybkie na Zimowych Igrzyskach Olimpijskich 1932 – bieg na 500 m mężczyzn
Bieg na 500 metrów mężczyzn w łyżwiarstwie szybkim na Zimowych Igrzyskach Olimpijskich 1932 rozegrano 4 lutego na torze James B. Sheffield Olympic Skating Rink. Mistrzem olimpijskim na tym dystansie został Jack Shea z USA.
Rozegrano trzy biegi eliminacyjne, z których po dwóch najlepszych zawodników awansowało do sześcioosobowego finału.

## Eliminacje

### Pierwszy bieg
| Miejsce | Zawodnik       | Czas | Awans |
| ------- | -------------- | ---- | ----- |
| 1       | Frank Stack    | 44,3 | (Q)   |
| 2       | Jack Shea      |      | (Q)   |
| 3       | Shōzō Ishihara |      |       |
| 4       | Erling Lindboe |      |       |
| 5       | Yasuo Kawamura |      |       |

### Drugi bieg
| Miejsce | Zawodnik          | Czas | Awans |
| ------- | ----------------- | ---- | ----- |
| 1       | Bernt Evensen     | 45,3 | (Q)   |
| 2       | William Logan     |      | (Q)   |
| 3       | Raymond Murray    |      |       |
| 4       | Tokuo Kitani      |      |       |
| 5       | Leopold Sylvestre |      |       |

### Trzeci bieg
| Miejsce | Zawodnik          | Czas | Awans |
| ------- | ----------------- | ---- | ----- |
| 1       | Alexander Hurd    | 44,9 | (Q)   |
| 2       | John Farrell      |      | (Q)   |
| 3       | Allan Potts       |      |       |
| 4       | Håkon Pedersen    |      |       |
| 5       | Hans Engnestangen |      |       |
| 6       | Tomeju Uruma      |      |       |

## Finał
| Miejsce | Zawodnik       | Państwo           | Czas       |
| ------- | -------------- | ----------------- | ---------- |
| 01 !    | Jack Shea      | Stany Zjednoczone | 43,4       |
| 02 !    | Bernt Evensen  | Norwegia          | 5 m straty |
| 03 !    | Alexander Hurd | Kanada            | 8 m straty |
| 4       | Frank Stack    | Kanada            |            |
| 5       | William Logan  | Kanada            |            |
| 6       | John Farrell   | Stany Zjednoczone |            |